# Rue Daval
La rue Daval est une voie du 11e arrondissement de Paris, en France.

## Situation et accès

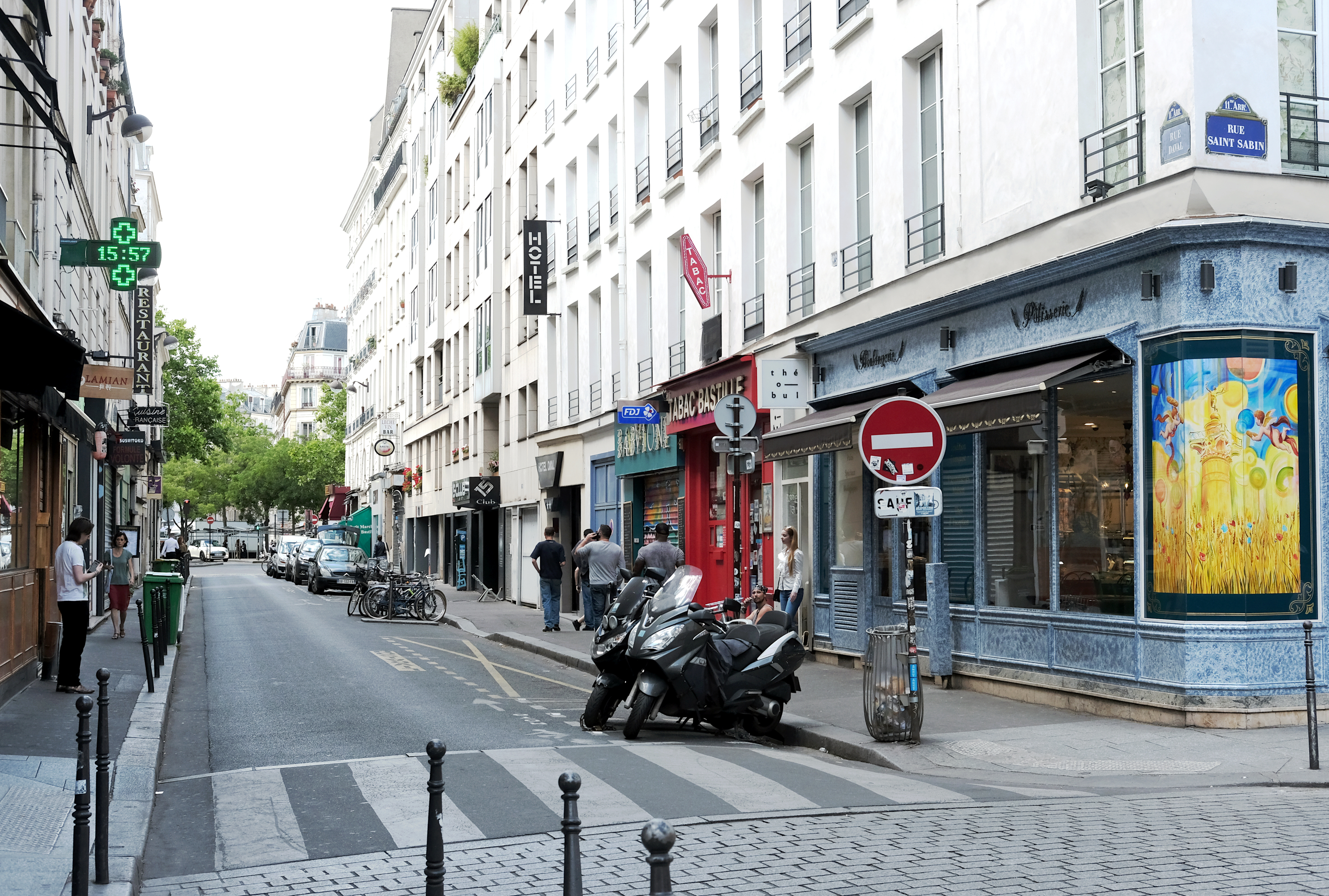
Rue Daval vue depuis la rue Saint-Sabin.

La rue Daval est orientée globalement est-ouest, dans le sud-ouest 11e arrondissement de Paris, à proximité de la place de la Bastille. Elle débute à l'ouest au niveau du 14, boulevard Richard-Lenoir et se termine 100 m à l'est à l'intersection des rues Saint-Sabin et de la Roquette.
Outre ces voies, la rue Daval est rejointe entre les nos 12 et 14 par la cour Damoye.
De l'autre côté de la rue de la Roquette, la rue de Lappe débute dans le prolongement de la rue Daval.

## Origine du nom
Elle porte le nom d'Antoine François Daval, échevin de 1777 à 1779.

## Historique
La rue Daval est ouverte en 1780 sur le comblement du fossé contournant le bastion no 11 , bastion de la porte Saint-Antoine de l'ancienne enceinte de Charles V supprimée en 1670.
Ce bastion également nommé le « grand Boulevard » était un lieu de promenade après 1670.
L'ouverture de la rue Daval est contemporaine de celles de la rue Saint-Sabin, de la cour Damoye et du tronçon sud de la rue Amelot, également établis sur ce fossé lors du lotissement du bastion.
Avant 1925, la rue Daval débute au niveau du boulevard Beaumarchais. La partie comprise entre les boulevards Beaumarchais et Richard-Lenoir porte depuis le nom de « rue du Pasteur-Wagner ».